# Cantonul Rozoy-sur-Serre
Cantonul Rozoy-sur-Serre este un canton din arondismentul Laon, departamentul Aisne, regiunea Picardia, Franța.

## Comune
- Archon
- Les Autels
- Berlise
- Brunehamel
- Chaourse
- Chéry-lès-Rozoy
- Clermont-les-Fermes
- Cuiry-lès-Iviers
- Dagny-Lambercy
- Dizy-le-Gros
- Dohis
- Dolignon
- Grandrieux
- Lislet
- Montcornet
- Montloué
- Morgny-en-Thiérache
- Noircourt
- Parfondeval
- Raillimont
- Renneval
- Résigny
- Rouvroy-sur-Serre
- Rozoy-sur-Serre (reședință)
- Sainte-Geneviève
- Soize
- Le Thuel
- Vigneux-Hocquet
- La Ville-aux-Bois-lès-Dizy
- Vincy-Reuil-et-Magny